# Gråthålet (norra delen)
Gråthålet (norra delen) är ett naturreservat i Leksands kommun i Dalarnas län. Detta reservat gränsar till Gråthålet (södra delen).
Detta område är naturskyddat sedan 2001 och är 11,5 hektar stort. Reservatet består av en bäckravin med sumpgranskog.